# Euthalia irrubescens
Euthalia irrubescens är en fjärilsart som beskrevs av Clayton Dissinger Mell 1935. Euthalia irrubescens ingår i släktet Euthalia och familjen praktfjärilar. Inga underarter finns listade i Catalogue of Life.